# Ernő Schaller-Baross
Dans le nom hongrois Schaller-Baross Ernő, le nom de famille précède le prénom, mais cet article utilise l’ordre habituel en français Ernő Schaller-Baross, où le prénom précède le nom.
Ernő Schaller-Baross, né le 30 janvier 1987 à Budapest, est un homme politique hongrois. Membre du Fidesz, il devient député européen en 2021 en remplacement de József Szájer. Il est réélu lors des élections européennes de 2024.

## Biographie

### Jeunesse et études
Ernő Schaller-Baross naît le 30 janvier 1987 à Budapest, alors en république populaire de Hongrie.
De 2001 à 2005, il est élève à l'école autrichienne de Budapest. En 2010, il obtient son diplôme en droit de la Faculté de sciences politiques et de droit de l'université Károli Gáspár de Budapest.

### Début de carrière politique
Membre du Fidesz, Ernő Schaller-Baross commence sa carrière politique comme stagiaire à l'Assemblée nationale hongroise, en 2008, avant de gravir les échelons en étant engagé comme juriste par le ministère de la Justice. 
Il est ensuite conseiller dans le domaine des affaires étrangères, notamment au sein du cabinet du vice-président de l'Assemblée nationale. Par la suite, jusqu'en 2018, il travaille comme conseiller en politique étrangère du groupe parlementaire Fidesz, avant d'être nommé secrétaire d'État adjoint aux affaires internationales dans le cabinet du Premier ministre la même année. En parallèle, à partir de 2020, il est commissaire ministériel.

### Député européen
Il devient député européen le 10 janvier 2021, à la suite de la démission de József Szájer. Ernő Schaller-Baross siège d'abord au sein du groupe du Parti populaire européen, que les députés du Fidesz choisissent de quitter en mars 2021. 
Le 9 juin 2024, lors des élections européennes, il est réélu député européen sur la liste Fidesz–KDNP. 